# 二十面切頂十二・十二面体
二十面切頂十二・十二面体（にじゅうめんせっちょうじゅうに・じゅうにめんたい、Icositruncated dodecadodecahedron）または二十・十二面切頂二十・十二面体（にじゅう・じゅうにめんせっちょうにじゅう・じゅうにめんたい、Icosidodecatruncated icosidodecahedron）とは、一様多面体の一種である。

## 性質
- 構成面: 正六角形20枚、正十角形12枚、正10/3角形12枚、計44枚
- 辺: 180
- 頂点: 120
- 頂点形状: 6, 10, 10/3
- ワイソフ記号: 3 5 5/3 |
- 枠: 面が正確な正多角形ではない斜方切頂二十・十二面体
- 双対: 三重二方二十面体（英語版）
- 外接球半径（一辺を2とする）: 4